# Marco Fincato
Marco Fincato (Pàdua, 6 d'octubre de 1970) és un ciclista italià, ja retirat, que fou professional entre el 1996 i el 2002.
En el seu palmarès destaca la victòria al Campionat d'Itàlia de contrarellotge de 1996, així com una victòria d'etapa a la Volta a Suïssa del 2000.

## Palmarès
- 1994
  - 1r al Gran Premi Ciutat de Venècia
- 1995
  - 1r al Giro de la Regió Friuli Venezia Giulia
  - 1r a l'Astico-Brenta
  - 1r al Gran Industria i Comerç de San Vendemiano
- 1996
  -  Campió d'Itàlia de contrarellotge
  - 1r a la Florència-Pistoia
  - 1r al Trofeo dello Scalatore i vencedor d'una prova
  - 1r a la Cronoescalada de la Futa
- 1997
  - Pròleg de la Regio-Tour
- 2000
  - Vencedor d'una etapa a la Volta a Suïssa

### Resultats al Giro d'Itàlia
- 1997. 46è de la classificació general
- 2000. 21è de la classificació general

### Resultats al Tour de França
- 1996. 30è de la classificació general
- 1997. Abandona (15a etapa)
- 1999. 53è de la classificació general